# 蔡紘揚
蔡紘揚（2000年9月13日—）為臺灣男子籃球運動員，現效力於超級籃球聯賽彰化璞園柏力力，來自明仁國中，高中進入南山高中就讀，高一時未進入12人名單，就讀輔仁大學四年級時出任球隊副隊長，2023年7月在超級籃球聯賽新人選秀會第三輪獲得彰化柏力力青睞。

## 外部連結
- 蔡紘揚在Eurobasket.com（球員）（英语）
- 蔡紘揚在Flashscore（英语）